# Formule 1 v roce 2021
Sezóna Formule 1 2021 byla 72. sezónou Mistrovství světa Formule 1, závodní série pořádané pod hlavičkou Mezinárodní automobilové federace (FIA). Účastnilo se jí dvacet jezdců a deset týmů. V kalendáři sezóny bylo vypsáno 22 závodů.

## Týmy a jezdci
| Motor         | #  | Tým                             | Šasi   | Název/typ motoru    | Konstruktér               | No. | Zkratka | Obr. | Jezdci             | Závody      | Testovací/Rezervní jezdci                             |
| ------------- | -- | ------------------------------- | ------ | ------------------- | ------------------------- | --- | ------- | ---- | ------------------ | ----------- | ----------------------------------------------------- |
| Mercedes-Benz | 1  | Mercedes-AMG Petronas F1 Team   | F1 W12 | Mercedes-AMG F1 M12 | Mercedes                  | 44  | HAM     |      | Lewis Hamilton     | Vše         | Stoffel Vandoorne Romain Grosjean Nyck de Vries       |
| Mercedes-Benz | 1  | Mercedes-AMG Petronas F1 Team   | F1 W12 | Mercedes-AMG F1 M12 | Mercedes                  | 77  | BOT     |      | Valtteri Bottas    | Vše         | Stoffel Vandoorne Romain Grosjean Nyck de Vries       |
| Mercedes-Benz | 10 | Williams Racing                 | FW43B  | Mercedes-AMG F1 M12 | Williams-Mercedes         | 6   | LAT     |      | Nicholas Latifi    | Vše         | Roy Nissany Jack Aitken Jamie Chadwick Logan Sargeant |
| Mercedes-Benz | 10 | Williams Racing                 | FW43B  | Mercedes-AMG F1 M12 | Williams-Mercedes         | 63  | RUS     |      | George Russell     | Vše         | Roy Nissany Jack Aitken Jamie Chadwick Logan Sargeant |
| Mercedes-Benz | 4  | Aston Martin Cognizant F1 Team  | AMR21  | Mercedes-AMG F1 M12 | Aston Martin-Mercedes     | 5   | VET     |      | Sebastian Vettel   | Vše         | Nico Hülkenberg Jessica Hawkins Nick Yelloly          |
| Mercedes-Benz | 4  | Aston Martin Cognizant F1 Team  | AMR21  | Mercedes-AMG F1 M12 | Aston Martin-Mercedes     | 18  | STR     |      | Lance Stroll       | Vše         | Nico Hülkenberg Jessica Hawkins Nick Yelloly          |
| Mercedes-Benz | 3  | McLaren F1 Team                 | MCL35M | Mercedes-AMG F1 M12 | McLaren-Mercedes          | 3   | RIC     |      | Daniel Ricciardo   | Vše         | Oliver Turvey Will Stevens Patricio O'Ward            |
| Mercedes-Benz | 3  | McLaren F1 Team                 | MCL35M | Mercedes-AMG F1 M12 | McLaren-Mercedes          | 4   | NOR     |      | Lando Norris       | Vše         | Oliver Turvey Will Stevens Patricio O'Ward            |
| Ferrari       | 6  | Scuderia Mission Winnow Ferrari | SF21   | Ferrari 065/6       | Ferrari                   | 16  | LEC     |      | Charles Leclerc    | Vše         | Callum Ilott Antonio Fuoco Robert Švarcman            |
| Ferrari       | 6  | Scuderia Mission Winnow Ferrari | SF21   | Ferrari 065/6       | Ferrari                   | 55  | SAI     |      | Carlos Sainz Jr.   | Vše         | Callum Ilott Antonio Fuoco Robert Švarcman            |
| Ferrari       | 9  | Uralkali Haas F1 Team           | VF-21  | Ferrari 065/6       | Haas-Ferrari              | 9   | MAZ     |      | Nikita Mazepin     | 1–21        | Pietro Fittipaldi Kevin Magnussen                     |
| Ferrari       | 9  | Uralkali Haas F1 Team           | VF-21  | Ferrari 065/6       | Haas-Ferrari              | 47  | MSC     |      | Mick Schumacher    | Vše         | Pietro Fittipaldi Kevin Magnussen                     |
| Ferrari       | 8  | Alfa Romeo Racing Orlen         | C41    | Ferrari 065/6       | Alfa Romeo Racing-Ferrari | 7   | RAI     |      | Kimi Räikkönen     | 1–13, 15–22 | Robert Kubica Callum Ilott Čou Kuan-jü                |
| Ferrari       | 8  | Alfa Romeo Racing Orlen         | C41    | Ferrari 065/6       | Alfa Romeo Racing-Ferrari | 88  | KUB     |      | Robert Kubica      | 13–14       | Robert Kubica Callum Ilott Čou Kuan-jü                |
| Ferrari       | 8  | Alfa Romeo Racing Orlen         | C41    | Ferrari 065/6       | Alfa Romeo Racing-Ferrari | 99  | GIO     |      | Antonio Giovinazzi | Vše         | Robert Kubica Callum Ilott Čou Kuan-jü                |
| Honda         | 2  | Red Bull Racing Honda           | RB16B  | Honda RA621H        | Red Bull Racing-Honda     | 11  | PER     |      | Sergio Pérez       | Vše         | Alexander Albon Jüri Vips                             |
| Honda         | 2  | Red Bull Racing Honda           | RB16B  | Honda RA621H        | Red Bull Racing-Honda     | 33  | VER     |      | Max Verstappen     | Vše         | Alexander Albon Jüri Vips                             |
| Honda         | 7  | Scuderia AlphaTauri Honda       | AT02   | Honda RA621H        | AlphaTauri-Honda          | 10  | GAS     |      | Pierre Gasly       | Vše         | Liam Lawson                                           |
| Honda         | 7  | Scuderia AlphaTauri Honda       | AT02   | Honda RA621H        | AlphaTauri-Honda          | 22  | TSU     |      | Júki Cunoda        | Vše         | Liam Lawson                                           |
| Renault       | 5  | Alpine F1 Team                  | A521   | Renault E-Tech 20B  | Alpine-Renault            | 14  | ALO     |      | Fernando Alonso    | Vše         | Daniil Kvjat Čou Kuan-jü                              |
| Renault       | 5  | Alpine F1 Team                  | A521   | Renault E-Tech 20B  | Alpine-Renault            | 31  | OCO     |      | Esteban Ocon       | Vše         | Daniil Kvjat Čou Kuan-jü                              |

- Všichni jezdci používají pneumatiky P Pirelli.

### Změny před sezónou
- McLaren se vrátil po 6 letech zpět k motorům Mercedes.
- Ze stáje Racing Point se stal tým Aston Martin, stáj zároveň opustil Sergio Pérez, který zaujal místo v Red Bullu, kde nahradil Alexandra Albona. Ten v týmu zůstal jako rezervní jezdec.
- Mistr světa z let 2005 a 2006 Fernando Alonso se po dvouleté přestávce vrátil do F1 do týmu Renault. Stáj se zároveň přejmenovala na Alpine F1 Team.[9][10]
- Řada jezdců ze sezóny 2020 si prohodila sedačky. Sebastian Vettel posílil Aston Martin a jeho místo ve Ferrari obsadil Carlos Sainz Jr. Toho v týmu McLaren nahradil Daniel Ricciardo.
- Tým Haas obměnil celou jezdeckou sestavu, Romain Grosjean i Kevin Magnussen nedostali novou smlouvu. Nahradili je piloti z Formule 2 – Nikita Mazepin a Mick Schumacher.
- Júki Cunoda, třetí jezdec v pořadí Formule 2 v roce 2020, nahradil v týmu Scuderia AlphaTauri Daniila Kvjata. Cunoda byl prvním Japoncem ve Formuli 1 od roku 2014, kdy skončil Kamui Kobajaši. Daniil Kvjat se přesunul do týmu Alpine F1 Team, kde zastával pozici testovacího pilota.

### Změny v průběhu sezóny
- Kimi Räikkönen měl po druhém tréninku v Nizozemsku pozitivní výsledek testu na covid-19. V Grand Prix Nizozemska ho proto nahradil Robert Kubica,[11] který ho nahradil i o týden později v Grand Prix Itálie.[12]
- Nikita Mazepin měl v neděli před startem Grand Prix Abú Zabí pozitivní test na koronavirus, tým nastoupil do závodu pouze s jedním vozem.[13]

## Přestupy jezdců
|                   | Start sezony          | Start sezony            | Start sezony                         | Start sezony                    |               |  |
| Jezdec            | 2020                  | 2020                    | 2021                                 | 2021                            |               |  |
| Jezdec            | Tým                   | Pozice                  | Tým                                  | Pozice                          | Ref.          |  |
| ----------------- | --------------------- | ----------------------- | ------------------------------------ | ------------------------------- | ------------- |  |
| Sebastian Vettel  | Scuderia Ferrari      | Jezdec                  | Aston Martin-Mercedes                | Jezdec                          | [ 14 ] [ 15 ] |  |
| Daniel Ricciardo  | Renault               | Jezdec                  | McLaren-Mercedes                     | Jezdec                          | [ 16 ]        |  |
| Carlos Sainz Jr.  | McLaren-Renault       | Jezdec                  | Scuderia Ferrari                     | Jezdec                          | [ 16 ]        |  |
| Fernando Alonso   | Toyota Motorsport     | Jezdec FIA WEC, Dakar   | Alpine-Renault                       | Jezdec                          | [ 17 ]        |  |
| Sergio Pérez      | Racing Point-Mercedes | Jezdec                  | Red Bull-Honda                       | Jezdec                          | [ 18 ] [ 19 ] |  |
| Romain Grosjean   | Haas-Ferrari          | Jezdec                  | Dale Coyne Racing-Honda              | Jezdec IndyCar                  | [ 20 ] [ 21 ] |  |
| Kevin Magnussen   | Haas-Ferrari          | Jezdec                  | Haas-Ferrari Chip Ganassi Racing     | Testovací jezdec Jezdec WSCC    | [ 20 ] [ 22 ] |  |
| Nikita Mazepin    | Hitech Grand Prix     | Jezdec Formule 2        | Haas-Ferrari                         | Jezdec                          | [ 23 ]        |  |
| Mick Schumacher   | Prema Racing          | Jezdec Formule 2        | Haas-Ferrari                         | Jezdec                          | [ 24 ]        |  |
| Júki Cunoda       | Carlin Motorsport     | Jezdec Formule 2        | AlphaTauri-Honda                     | Jezdec                          | [ 25 ]        |  |
| Daniil Kvjat      | AlphaTauri-Honda      | Jezdec                  | Alpine-Renault                       | Rezervní jezdec                 | [ 26 ]        |  |
| Alexander Albon   | Red Bull-Honda        | Jezdec                  | Red Bull-Honda Red Bull Racing       | Testovací jezdec Jezdec DTM     | [ 19 ]        |  |
| Pietro Fittipaldi | Haas-Ferrari          | Testovací jezdec/Jezdec | Haas-Ferrari Dale Coyne Racing-Honda | Testovací jezdec Jezdec IndyCar |               |  |

## Kalendář
| Pořadí  | Grand Prix                | Okruh                                          | Mapa trati       | Datum          |
| ------- | ------------------------- | ---------------------------------------------- | ---------------- | -------------- |
| T       | Předsezonní testy         | Bahrain International Circuit, Sachír          |                  | 12.–14. března |
| 1       | Grand Prix Bahrajnu       | Bahrain International Circuit, Sachír          | 28. března       |                |
| 2       | Grand Prix Emilia Romagna | Autodromo Enzo e Dino Ferrari, Imola           |                  | 18. dubna      |
| 3       | Grand Prix Portugalska    | Algarve International Circuit, Portimão        |                  | 2. května      |
| 4       | Grand Prix Španělska      | Circuit de Catalunya, Barcelona                |                  | 9. května      |
| 5       | Grand Prix Monaka         | Circuit de Monaco, Monte Carlo                 |                  | 23. května     |
| 6       | Grand Prix Ázerbájdžánu   | Baku City Circuit, Baku                        |                  | 6. června      |
| 7       | Grand Prix Francie        | Circuit Paul-Ricard, Le Castellet              |                  | 20. června     |
| 8       | Grand Prix Štýrska        | Red Bull Ring, Spielberg                       |                  | 27. června     |
| 9       | Grand Prix Rakouska       | Red Bull Ring, Spielberg                       | 4. července      |                |
| 10      | Grand Prix Velké Británie | Silverstone, Silverstone                       |                  | 18. července   |
| 11      | Grand Prix Maďarska       | Hungaroring, Mogyoród                          |                  | 1. srpna       |
| 12      | Grand Prix Belgie         | Circuit de Spa-Francorchamps, Spa              |                  | 29. srpna      |
| 13      | Grand Prix Nizozemska     | Circuit Park Zandvoort, Zandvoort              |                  | 5. září        |
| 14      | Grand Prix Itálie         | Autodromo Nazionale Monza, Monza               |                  | 12. září       |
| 15      | Grand Prix Ruska          | Sochi Autodrom, Soči                           |                  | 26. září       |
| 16      | Grand Prix Turecka        | Istanbul Racing Circuit, Istanbul              |                  | 10. října      |
| 17      | Grand Prix USA            | Circuit of the Americas, Austin, Texas         |                  | 24. října      |
| 18      | Grand Prix Mexico City    | Autódromo Hermanos Rodríguez, Ciudad de México |                  | 7. listopadu   |
| 19      | Grand Prix São Paula      | Autódromo José Carlos Pace, São Paulo          |                  | 14. listopadu  |
| 20      | Grand Prix Kataru         | Losail International Circuit, Lusail           |                  | 21. listopadu  |
| 21      | Grand Prix Saúdské Arábie | Jeddah Corniche Circuit, Džidda                |                  | 5. prosince    |
| 22      | Grand Prix Abú Zabí       | Yas Marina Circuit, Abú Zabí                   |                  | 12. prosince   |
| T       | Posezonní testy           | Yas Marina Circuit, Abú Zabí                   | 14.–15. prosince |                |
| Zdroje: |                           |                                                |                  |                |

Závody, které byly součástí kalendáře, ale kvůli pandemii covidu-19 byly odloženy nebo zrušeny:
| Grand Prix           | Okruh                                   | Mapa trati | Původní datum            | Stav    |
| -------------------- | --------------------------------------- | ---------- | ------------------------ | ------- |
| Grand Prix Číny      | Shanghai International Circuit, Šanghaj |            | 11. dubna                | Zrušeno |
| Grand Prix Kanady    | Circuit Gilles Villeneuve, Montréal     |            | 13. června               | Zrušeno |
| Grand Prix Singapuru | Marina Bay Street Circuit, Singapur     |            | 3. října                 | Zrušeno |
| Grand Prix Japonska  | Suzuka Circuit, Suzuka                  |            | 10. října                | Zrušeno |
| Grand Prix Austrálie | Albert Park Circuit, Melbourne          |            | 21. března 21. listopadu | Zrušeno |
| Zdroje:              |                                         |            |                          |         |

### Změny v kalendáři
- Poprvé v historii byl pořádán závod v Saúdské Arábii. Jezdci na konci listopadu zamířili na městský okruh v Džiddě, závodilo se pod umělým osvětlením.[1]
- Poprvé od roku 1985 se odjel závod v Nizozemsku. Velká cena byla naplánovaná již na rok 2020, z důvodu probíhající pandemie covidu-19 byla ale zrušena.
- V roce 2020 byla plánována premiéra městské Grand Prix Vietnamu, kterou měla hostit Hanoj, z důvodu pandemie byla ale zrušena. V roce 2021 se plánovalo zařazení Vietnamu jako 4. závodu sezóny, závod ale ztratil politickou podporu po zatčení tehdejšího starosty Hanoje kvůli podezření z korupce.[28]
- Grand Prix Ázerbájdžánu, Brazílie, Francie, Mexico City, Monaka a USA se vrátily do kalendáře poté, co byly v roce 2020 zrušeny kvůli probíhající pandemii.
- Grand Prix 70. výročí Formule 1, Eifelu, Sachíru a Toskánska nejsou součástí kalendáře, jelikož se jednalo o speciální závody uspořádané v době pandemie k zajištění co nejvyššího možného počtu závodů v sezóně.
- Grand Prix Brazílie byla přejmenována na Grand Prix São Paula. Plány pro přesun závodu do Ria de Janeira byly ale odloženy.
- Grand Prix Portugalska se původně měla konat pouze v sezóně 2020, ale nakonec dostala smlouvu i pro sezónu 2021.

### Změny způsobené pandemií koronaviru
- Grand Prix Číny byla 12. ledna z kalendáře vyřazena. Jako náhrada byl zvolen závod na italské Imole.[29]
- Ve stejný den byla Grand Prix Austrálie přesunuta z 21. března na 21. listopad.[30] 6. července 2021 byla ale velká cena z kalendáře vyřazena definitivně.[34]
- 28. dubna bylo oznámeno, že Grand Prix Kanady nahradí Grand Prix Turecka.[31] 14. května bylo ale potvrzeno odložení i této velké ceny, která se měla jet 13. června, z důvodu šíření nemoci covid-19 v zemi. Jako náhrada se jelo v Rakousku dvakrát.[32]
- 4. června bylo potvrzeno zrušení Grand Prix Singapuru.[33]
- 25. června bylo rozhodnuto o nahrazení závodu velkou cenou Turecka, která se měla jet 3. října.[35]
- 18. srpna bylo rozhodnuto o zrušení Grand Prix Japonska.[36]
- 28. srpna byl představen upravený kalendář druhé poloviny sezóny. Grand Prix Turecka, USA a Mexico City byly o týden odsunuty a bylo potvrzeno, že v sezóně bude odjeto maximálně 22 závodů.[2]
- 30. září byla do kalendáře sezóny 2021 přidána nová Grand Prix Kataru, která se od sezóny 2023 stane pravidelnou součástí kalendáře Formule 1.[37]

### Testy
Předsezonní testy se konaly na trati Bahrain International Circuit v Bahrajnu od 12. do 14. března 2021. V testech nastoupili pouze závodní jezdci, výjimkou byl pátek u týmu Williams, kdy s jejich vozem jezdil testovací jezdec Roy Nissany.
V prosinci pak proběhly posezonní testy 18 palcových pneumatik a mladých talentů. Testů se zúčastňuje celé startovní pole, vynechávají je jen ex-piloti Alfy Romeo Kimi Räikkönen a Antonio Giovinazzi dále Lewis Hamilton a Nikita Mazepin, který se jich účastnit měl ovšem pozitivní test na koronavirus neznemožnil jen jeho start v GP Abú Zabí ale i účast v testech. Několik pilotů dostalo vyjjímku ze svých smluv platných do konce měsíce a testů se zúčastnili v kombinézách svých nových týmů - Valtteri Bottas (Alfa Romeo), George Russell (Mercedes) a testovací jezdec Alpine, pilot Formule 2 a nový pilot týmu Alfa Romeo pro rok 2022 Čou Kuan-jü. Zbytek testujících tvoří pak mladí talenti - Jüri Vips (Red Bull), Nick Yelloly (Aston Martin), Antonio Fuoco a Robert Švarcman (oba Ferrari), vicemistr DTM 2021 Liam Lawson (AlphaTauri), Pietro Fittipaldi (Haas) a Logan Sargeant v barvách Williamsu, který jako jediný z finanční důvodů netestuje nový tip pneu.
| Pořadí | Okruh                         | Den 1          | Čas      | Den 2           | Čas      | Den 3          | Čas      |
| ------ | ----------------------------- | -------------- | -------- | --------------- | -------- | -------------- | -------- |
| 1      | Bahrain International Circuit | Max Verstappen | 1:30.674 | Valtteri Bottas | 1:30.289 | Max Verstappen | 1:28.960 |
| 2      | Yas Marina Circuit            | Nyck de Vries  | 1:23.194 | Robert Švarcman | 1:25.348 | Není třetí den |          |

## Změny v závodním víkendu
V roce 2021 byl upraven formát závodního víkendu. Dosud začínal již ve čtvrtek, kdy se konaly tiskové konference nebo technické přejímky. Tyto události byly s účinností od tohoto roku přesunuty na páteční ráno s tím, že přestávky mezi jednotlivými částmi byly zkráceny. Vozy musí být v parc fermé nově po konci třetího tréninku a ne až po konci kvalifikace, týmy tak mají méně času na větší změny v nastavení před závodem. Zároveň došlo ke zkrácení tréninků – od roku 2007 trval každý 90 minut, nově má každý z nich jen 60 minut.
Novou doprovodnou sérií Formule 1 se stala W Series, závodní série žen. Doplnila tak Formuli 2, Formuli 3 a Porsche Supercup. Závody formule 2 a formule 3 nově neprobíhají ve stejný týden, ale střídají se z důvodu uspoření nákladů.
V roce 2021 byly také uvedeny sprintové kvalifikace. Formát byl vyzkoušen na třech závodech, tím prvním byla Grand Prix Velké Británie, následovala Grand Prix Itálie a nakonec Grand Prix São Paula. Místo druhého pátečního tréninku se jela běžná kvalifikace, která ale určila startovní pořadí sprintové kvalifikace. Novinkou bylo, že všichni jezdci museli jezdit na měkkých pneumatikách, povinnost pro 10 nejlepších startovat na těch, na kterých zajeli ve druhé části kvalifikace nejrychlejší kolo, v těchto závodech neplatilo. V sobotu se uskutečnil druhý trénink v čase, kdy běžně probíhal trénink číslo 3. Odpoledne následovala sprintová kvalifikace, počet kol byl takový, aby přesáhl vzdálenost 100 km, tedy zhruba třetinu běžného závodu, a nebylo nutné absolvovat zastávku v boxech. Po dojetí následovalo vyhlášení na stupních vítězů. Výsledek této kvalifikace určil pořadí na startovním roštu hlavního závodu. Vítěz sprintu získal 3 body, druhý obdržel body dva a jeden bod získal jezdec na třetím místě. Všichni jezdci měli možnost zvolit si tvrdost pneumatik do hlavního závodu dle svého uvážení. Všechny týmy obdržely od FIA 500 000 dolarů na pokrytí nákladů, které vznikly úpravou závodního víkendu. Pokud se nový formát osvědčí, bude použit na vícero závodech v roce 2022.

## Pneumatiky
Jediným poskytovatelem pneumatik pro sezónu 2021 bylo Pirelli. Přestože nemají v závodě žádné využití, Pirelli poskytuje týmům od roku 2014 během předsezónního tréninku tvrdé zimní pneumatiky, které jsou speciálně navrženy pro výkon v obzvláště chladných dnech. Od ostatních se odlišují tím, že na straně nemají žádné označení.
| Název                    | Barva | Barva | Povrch     | Podmínky tratě | Typ sloučeniny | Přilnavost              | Odolnost              |
| ------------------------ | ----- | ----- | ---------- | -------------- | -------------- | ----------------------- | --------------------- |
| Soft (super měkké)       | S     |       | Hladký     | Suché          | Měkký          | 1 - Nejvyšší přilnavost | 3 - Nejnižší odolnost |
| Medium (měkké)           | M     |       | Hladký     | Suché          | Střední        | 2                       | 2                     |
| Hard (střední)           | H     |       | Hladký     | Suché          | Tvrdý          | 3 - Nejhorší přilnavost | 1 - Nejvyšší odolnost |
| Intermediate (přechodné) | I     |       | Drážkovaný | Mokré          | Přechodný      |                         |                       |
| Wet (mokré)              | W     |       | Drážkovaný | Mokré          | Mokrý          |                         |                       |

## Výsledky a pořadí
| Pořadí | Grand Prix                | Pole position   | Vítěz závodu     | Vítězný tým      | Nejrychlejší kolo | Výsledky |
| ------ | ------------------------- | --------------- | ---------------- | ---------------- | ----------------- | -------- |
| 1      | Grand Prix Bahrajnu       | Max Verstappen  | Lewis Hamilton   | Mercedes         | Valtteri Bottas   | Výsledky |
| 2      | Grand Prix Emilia Romagna | Lewis Hamilton  | Max Verstappen   | Red Bull–Honda   | Lewis Hamilton    | Výsledky |
| 3      | Grand Prix Portugalska    | Valtteri Bottas | Lewis Hamilton   | Mercedes         | Valtteri Bottas   | Výsledky |
| 4      | Grand Prix Španělska      | Lewis Hamilton  | Lewis Hamilton   | Mercedes         | Max Verstappen    | Výsledky |
| 5      | Grand Prix Monaka         | Charles Leclerc | Max Verstappen   | Red Bull–Honda   | Lewis Hamilton    | Výsledky |
| 6      | Grand Prix Ázerbájdžánu   | Charles Leclerc | Sergio Pérez     | Red Bull–Honda   | Max Verstappen    | Výsledky |
| 7      | Grand Prix Francie        | Max Verstappen  | Max Verstappen   | Red Bull–Honda   | Max Verstappen    | Výsledky |
| 8      | Grand Prix Štýrska        | Max Verstappen  | Max Verstappen   | Red Bull–Honda   | Lewis Hamilton    | Výsledky |
| 9      | Grand Prix Rakouska       | Max Verstappen  | Max Verstappen   | Red Bull–Honda   | Max Verstappen    | Výsledky |
| 10     | Grand Prix Velké Británie | Max Verstappen  | Lewis Hamilton   | Mercedes         | Sergio Pérez      | Výsledky |
| 11     | Grand Prix Maďarska       | Lewis Hamilton  | Esteban Ocon     | Alpine-Renault   | Pierre Gasly      | Výsledky |
| 12     | Grand Prix Belgie         | Max Verstappen  | Max Verstappen   | Red Bull–Honda   | Neuděleno         | Výsledky |
| 13     | Grand Prix Nizozemska     | Max Verstappen  | Max Verstappen   | Red Bull–Honda   | Lewis Hamilton    | Výsledky |
| 14     | Grand Prix Itálie         | Max Verstappen  | Daniel Ricciardo | McLaren–Mercedes | Daniel Ricciardo  | Výsledky |
| 15     | Grand Prix Ruska          | Lando Norris    | Lewis Hamilton   | Mercedes         | Lando Norris      | Výsledky |
| 16     | Grand Prix Turecka        | Valtteri Bottas | Valtteri Bottas  | Mercedes         | Valtteri Bottas   | Výsledky |
| 17     | Grand Prix USA            | Max Verstappen  | Max Verstappen   | Red Bull–Honda   | Lewis Hamilton    | Výsledky |
| 18     | Grand Prix Mexico City    | Valtteri Bottas | Max Verstappen   | Red Bull–Honda   | Valtteri Bottas   | Výsledky |
| 19     | Grand Prix São Paula      | Valtteri Bottas | Lewis Hamilton   | Mercedes         | Sergio Pérez      | Výsledky |
| 20     | Grand Prix Kataru         | Lewis Hamilton  | Lewis Hamilton   | Mercedes         | Max Verstappen    | Výsledky |
| 21     | Grand Prix Saúdské Arábie | Lewis Hamilton  | Lewis Hamilton   | Mercedes         | Lewis Hamilton    | Výsledky |
| 22     | Grand Prix Abú Zabí       | Max Verstappen  | Max Verstappen   | Red Bull–Honda   | Max Verstappen    | Výsledky |

### Pořadí jezdců
Za umístění v závodě získává body prvních 10 jezdců v cíli. Body jsou rozděleny takto:
| Umístění              | 1. | 2. | 3. | 4. | 5. | 6. | 7. | 8. | 9. | 10. | NK |
| Grand Prix            | 25 | 18 | 15 | 12 | 10 | 8  | 6  | 4  | 2  | 1   | 1  |
| Sprintová kvalifikace | 3  | 2  | 1  |    |    |    |    |    |    |     |    |

V případě rovnosti bodů rozhoduje pravidlo „nejlepších umístění“, tj. výše v celkovém pořadí se umístí jezdec, který má více prvních míst. Pokud je počet shodný, porovnává se počet druhých míst, třetích míst atd. Konečné rozhodnutí vydává FIA.
| Poř.    | Jezdec             | BHR | EMI | POR | ESP | MON | AZE | FRA | STY | AUT | GBR  | HUN | BEL‡ | NLD | ITA  | RUS | TUR | USA | MXC | SAP | QAT | SAU | ABU | Body  |
| ------- | ------------------ | --- | --- | --- | --- | --- | --- | --- | --- | --- | ---- | --- | ---- | --- | ---- | --- | --- | --- | --- | --- | --- | --- | --- | ----- |
| 1       | Max Verstappen     | 2   | 1   | 2   | 2   | 1   | 18† | 1   | 1   | 1   | Ret1 | 9   | 1    | 1   | Ret2 | 2   | 2   | 1   | 1   | 2   | 2   | 2   | 1   | 395,5 |
| 2       | Lewis Hamilton     | 1   | 2   | 1   | 1   | 7   | 15  | 2   | 2   | 4   | 12   | 2   | 3    | 2   | Ret  | 1   | 5   | 2   | 2   | 1   | 1   | 1   | 2   | 387,5 |
| 3       | Valtteri Bottas    | 3   | Ret | 3   | 3   | Ret | 12  | 4   | 3   | 2   | 3    | Ret | 12   | 3   | 31   | 5   | 1   | 6   | 15  | 31  | Ret | 3   | 6   | 226   |
| 4       | Sergio Pérez       | 5   | 11  | 4   | 5   | 4   | 1   | 3   | 4   | 6   | 16   | Ret | 19   | 8   | 5    | 9   | 3   | 3   | 3   | 4   | 4   | Ret | 15† | 190   |
| 5       | Carlos Sainz Jr.   | 8   | 5   | 11  | 7   | 2   | 8   | 11  | 6   | 5   | 6    | 3   | 10   | 7   | 6    | 3   | 8   | 7   | 6   | 63  | 7   | 8   | 3   | 164,5 |
| 6       | Lando Norris       | 4   | 3   | 5   | 8   | 3   | 5   | 5   | 5   | 3   | 4    | Ret | 14   | 10  | 2    | 7   | 7   | 8   | 10  | 10  | 9   | 10  | 7   | 160   |
| 7       | Charles Leclerc    | 6   | 4   | 6   | 4   | DNS | 4   | 16  | 7   | 8   | 2    | Ret | 8    | 5   | 4    | 15  | 4   | 4   | 5   | 5   | 8   | 7   | 10  | 159   |
| 8       | Daniel Ricciardo   | 7   | 6   | 9   | 6   | 12  | 9   | 6   | 13  | 7   | 5    | 11  | 4    | 11  | 13   | 4   | 13  | 5   | 12  | Ret | 12  | 5   | 12  | 115   |
| 9       | Pierre Gasly       | 17† | 7   | 10  | 10  | 6   | 3   | 7   | Ret | 9   | 11   | 5   | 6    | 4   | Ret  | 13  | 6   | Ret | 4   | 7   | 11  | 6   | 5   | 110   |
| 10      | Fernando Alonso    | Ret | 10  | 8   | 17  | 13  | 6   | 8   | 9   | 10  | 7    | 4   | 11   | 6   | 8    | 6   | 16  | Ret | 9   | 9   | 3   | 13  | 8   | 81    |
| 11      | Esteban Ocon       | 13  | 9   | 7   | 9   | 9   | Ret | 14  | 14  | Ret | 9    | 1   | 7    | 9   | 10   | 14  | 10  | Ret | 13  | 8   | 5   | 4   | 9   | 74    |
| 12      | Sebastian Vettel   | 15  | 15† | 13  | 13  | 5   | 2   | 9   | 12  | 17† | Ret  | DSQ | 5    | 13  | 12   | 12  | 18  | 10  | 7   | 11  | 10  | Ret | 11  | 43    |
| 13      | Lance Stroll       | 10  | 8   | 14  | 11  | 8   | Ret | 10  | 8   | 13  | 8    | Ret | 20   | 12  | 7    | 11  | 9   | 12  | 14  | Ret | 6   | 11  | 13  | 34    |
| 14      | Júki Cunoda        | 9   | 12  | 15  | Ret | 16  | 7   | 13  | 10  | 12  | 10   | 6   | 15   | Ret | DNS  | 17  | 14  | 9   | Ret | 15  | 13  | 14  | 4   | 32    |
| 15      | George Russell     | 14  | Ret | 16  | 14  | 14  | 17† | 12  | Ret | 11  | 12   | 8   | 2    | 17† | 9    | 10  | 15  | 14  | 16  | 13  | 17  | Ret | Ret | 16    |
| 16      | Kimi Räikkönen     | 11  | 13  | Ret | 12  | 11  | 10  | 17  | 11  | 16  | 15   | 10  | 18   | WD  |      | 8   | 12  | 13  | 8   | 12  | 14  | 15  | Ret | 10    |
| 17      | Nicholas Latifi    | 18† | Ret | 18  | 16  | 15  | 16  | 18  | 17  | 15  | 14   | 7   | 9    | 16  | 11   | 19† | 17  | 15  | 17  | 16  | Ret | 12  | Ret | 7     |
| 18      | Antonio Giovinazzi | 12  | 14  | 12  | 15  | 10  | 11  | 15  | 15  | 14  | 13   | 13  | 13   | 14  | 13   | 16  | 11  | 11  | 11  | 14  | 15  | 9   | Ret | 3     |
| 19      | Mick Schumacher    | 16  | 16  | 17  | 18  | 18  | 13  | 19  | 16  | 18  | 18   | 12  | 16   | 18  | 15   | Ret | 19  | 16  | Ret | 18  | 16  | Ret | 14  | 0     |
| 20      | Robert Kubica      |     |     |     |     |     |     |     |     |     |      |     |      | 15  | 14   |     |     |     |     |     |     |     |     | 0     |
| 21      | Nikita Mazepin     | Ret | 17  | 19  | 19  | 17  | 14  | 20  | 18  | 19  | 17   | Ret | 17   | Ret | Ret  | 18  | 20  | 17  | 18  | 17  | 18  | Ret | WD  | 0     |
| Poř.    | Jezdec             | BHR | EMI | POR | ESP | MON | AZE | FRA | STY | AUT | GBR  | HUN | BEL‡ | NLD | ITA  | RUS | TUR | USA | MXC | SAP | QAT | SAU | ABU | Body  |
| Zdroje: |                    |     |     |     |     |     |     |     |     |     |      |     |      |     |      |     |     |     |     |     |     |     |     |       |

| Legenda k tabulce | Legenda k tabulce                                                                       |
| Barva             | Výsledek                                                                                |
| ----------------- | --------------------------------------------------------------------------------------- |
| Zlatá             | Vítěz                                                                                   |
| Stříbrná          | 2. místo                                                                                |
| Bronzová          | 3. místo                                                                                |
| Zelená            | Bodované umístění                                                                       |
| Modrá             | Nebodované umístění                                                                     |
| Modrá             | Dokončil neklasifikován (NC)                                                            |
| Fialová           | Odstoupil (Ret)                                                                         |
| Červená           | Nekvalifikoval se (DNQ)                                                                 |
| Červená           | Nepředkvalifikoval se (DNPQ)                                                            |
| Černá             | Diskvalifikován (DSQ)                                                                   |
| Bílá              | Nestartoval (DNS)                                                                       |
| Bílá              | Závod zrušen (C)                                                                        |
| Světle modrá      | Pouze trénoval (PO)                                                                     |
| Světle modrá      | Páteční testovací jezdec (TD)                                                           |
| Bez barvy         | Netrénoval (DNP)                                                                        |
| Bez barvy         | Vyřazen (EX)                                                                            |
| Bez barvy         | Nepřijel (DNA)                                                                          |
| Bez barvy         | Odvolal účast (WD)                                                                      |
| Bez barvy         | Nezúčastnil se (prázdné)                                                                |
| Označení          | Význam                                                                                  |
| Tučnost           | Pole position                                                                           |
| Kurzíva           | Nejrychlejší kolo                                                                       |
| †                 | Jezdec nedojel do cíle, ale byl klasifikován, protože odjel více než 90 % délky závodu. |
| ‡                 | Byl udělován poloviční počet bodů, protože bylo odjeto méně než 75 % délky závodu.      |
| Horní index       | Umístění bodujících jezdců ve sprintu                                                   |

### Pohár konstruktérů
| Poř.    | Konstruktér           | No. | BHR | EMI | POR | ESP | MON | AZE | FRA | STY | AUT | GBR  | HUN | BEL‡ | NLD | ITA  | RUS | TUR | USA | MXC | SAP | QAT | SAU | ABU | Body  |
| ------- | --------------------- | --- | --- | --- | --- | --- | --- | --- | --- | --- | --- | ---- | --- | ---- | --- | ---- | --- | --- | --- | --- | --- | --- | --- | --- | ----- |
| 1       | Mercedes              | 44  | 1   | 2   | 1   | 1   | 7   | 15  | 2   | 2   | 4   | 12   | 2   | 3    | 2   | Ret  | 1   | 5   | 2   | 2   | 1   | 1   | 1   | 2   | 613,5 |
| 1       | Mercedes              | 77  | 3   | Ret | 3   | 3   | Ret | 12  | 4   | 3   | 2   | 3    | Ret | 12   | 3   | 31   | 5   | 1   | 6   | 15  | 31  | Ret | 3   | 6   | 613,5 |
| 2       | Red Bull-Honda        | 11  | 5   | 11  | 4   | 5   | 4   | 1   | 3   | 4   | 6   | 16   | Ret | 19   | 8   | 5    | 9   | 3   | 3   | 3   | 4   | 4   | Ret | 15† | 585,5 |
| 2       | Red Bull-Honda        | 33  | 2   | 1   | 2   | 2   | 1   | 18† | 1   | 1   | 1   | Ret1 | 9   | 1    | 1   | Ret2 | 2   | 2   | 1   | 1   | 2   | 2   | 2   | 1   | 585,5 |
| 3       | Ferrari               | 16  | 6   | 4   | 6   | 4   | DNS | 4   | 16  | 7   | 8   | 2    | Ret | 8    | 5   | 4    | 15  | 4   | 4   | 5   | 5   | 8   | 7   | 10  | 323,5 |
| 3       | Ferrari               | 55  | 8   | 5   | 11  | 7   | 2   | 8   | 11  | 6   | 5   | 6    | 3   | 10   | 7   | 6    | 3   | 8   | 7   | 6   | 63  | 7   | 8   | 3   | 323,5 |
| 4       | McLaren-Mercedes      | 3   | 7   | 6   | 9   | 6   | 12  | 9   | 6   | 13  | 7   | 5    | 11  | 4    | 11  | 13   | 4   | 13  | 5   | 12  | Ret | 12  | 5   | 12  | 275   |
| 4       | McLaren-Mercedes      | 4   | 4   | 3   | 5   | 8   | 3   | 5   | 5   | 5   | 3   | 4    | Ret | 14   | 10  | 2    | 7   | 7   | 8   | 10  | 10  | 9   | 10  | 7   | 275   |
| 5       | Alpine-Renault        | 14  | Ret | 10  | 8   | 17  | 13  | 6   | 8   | 9   | 10  | 7    | 4   | 11   | 6   | 8    | 6   | 16  | Ret | 9   | 9   | 3   | 13  | 8   | 155   |
| 5       | Alpine-Renault        | 31  | 13  | 9   | 7   | 9   | 9   | Ret | 14  | 14  | Ret | 9    | 1   | 7    | 9   | 10   | 14  | 10  | Ret | 13  | 8   | 5   | 4   | 9   | 155   |
| 6       | AlphaTauri-Honda      | 10  | 17† | 7   | 10  | 10  | 6   | 3   | 7   | Ret | 9   | 11   | 5   | 6    | 4   | Ret  | 13  | 6   | Ret | 4   | 7   | 11  | 6   | 5   | 142   |
| 6       | AlphaTauri-Honda      | 22  | 9   | 12  | 15  | Ret | 16  | 7   | 13  | 10  | 12  | 10   | 6   | 15   | Ret | DNS  | 17  | 14  | 9   | Ret | 15  | 13  | 14  | 4   | 142   |
| 7       | Aston Martin-Mercedes | 5   | 15  | 15† | 13  | 13  | 5   | 2   | 9   | 12  | 17† | Ret  | DSQ | 5    | 13  | 12   | 12  | 18  | 10  | 7   | 11  | 10  | Ret | 11  | 77    |
| 7       | Aston Martin-Mercedes | 18  | 10  | 8   | 14  | 11  | 8   | Ret | 10  | 8   | 13  | 8    | Ret | 20   | 12  | 7    | 11  | 9   | 12  | 14  | Ret | 6   | 11  | 13  | 77    |
| 8       | Williams–Mercedes     | 6   | 18† | Ret | 18  | 16  | 15  | 16  | 18  | 17  | 16  | 14   | 7   | 9    | 16  | 11   | 19† | 17  | 15  | 17  | 16  | Ret | 12  | Ret | 23    |
| 8       | Williams–Mercedes     | 63  | 14  | Ret | 16  | 14  | 14  | 17† | 12  | Ret | 11  | 12   | 8   | 2    | 17† | 9    | 10  | 15  | 14  | 16  | 13  | 17  | Ret | Ret | 23    |
| 9       | Alfa Romeo-Ferrari    | 7   | 11  | 13  | Ret | 12  | 11  | 10  | 17  | 11  | 15  | 15   | 10  | 18   | WD  |      | 8   | 12  | 13  | 8   | 12  | 14  | 15  | Ret | 13    |
| 9       | Alfa Romeo-Ferrari    | 88  |     |     |     |     |     |     |     |     |     |      |     |      | 15  | 14   |     |     |     |     |     |     |     |     | 13    |
| 9       | Alfa Romeo-Ferrari    | 99  | 12  | 14  | 12  | 15  | 10  | 11  | 15  | 15  | 14  | 13   | 13  | 13   | 14  | 13   | 16  | 11  | 11  | 11  | 14  | 15  | 9   | Ret | 13    |
| 10      | Haas–Ferrari          | 9   | Ret | 17  | 19  | 19  | 17  | 14  | 20  | 18  | 19  | 17   | Ret | 17   | Ret | Ret  | 18  | 20  | 17  | 18  | 17  | 18  | Ret | WD  | 0     |
| 10      | Haas–Ferrari          | 47  | 16  | 16  | 17  | 18  | 18  | 13  | 19  | 16  | 18  | 18   | 12  | 16   | 18  | 15   | Ret | 19  | 16  | Ret | 18  | 16  | Ret | 14  | 0     |
| Poř.    | Konstruktér           | No. | BHR | EMI | POR | ESP | MON | AZE | FRA | STY | AUT | GBR  | HUN | BEL‡ | NLD | ITA  | RUS | TUR | USA | MXC | SAP | QAT | SAU | ABU | Body  |
| Zdroje: |                       |     |     |     |     |     |     |     |     |     |     |      |     |      |     |      |     |     |     |     |     |     |     |     |       |

| Legenda k tabulce | Legenda k tabulce                                                                       |
| Barva             | Výsledek                                                                                |
| ----------------- | --------------------------------------------------------------------------------------- |
| Zlatá             | Vítěz                                                                                   |
| Stříbrná          | 2. místo                                                                                |
| Bronzová          | 3. místo                                                                                |
| Zelená            | Bodované umístění                                                                       |
| Modrá             | Nebodované umístění                                                                     |
| Modrá             | Dokončil neklasifikován (NC)                                                            |
| Fialová           | Odstoupil (Ret)                                                                         |
| Červená           | Nekvalifikoval se (DNQ)                                                                 |
| Červená           | Nepředkvalifikoval se (DNPQ)                                                            |
| Černá             | Diskvalifikován (DSQ)                                                                   |
| Bílá              | Nestartoval (DNS)                                                                       |
| Bílá              | Závod zrušen (C)                                                                        |
| Světle modrá      | Pouze trénoval (PO)                                                                     |
| Světle modrá      | Páteční testovací jezdec (TD)                                                           |
| Bez barvy         | Netrénoval (DNP)                                                                        |
| Bez barvy         | Vyřazen (EX)                                                                            |
| Bez barvy         | Nepřijel (DNA)                                                                          |
| Bez barvy         | Odvolal účast (WD)                                                                      |
| Bez barvy         | Nezúčastnil se (prázdné)                                                                |
| Označení          | Význam                                                                                  |
| Tučnost           | Pole position                                                                           |
| Kurzíva           | Nejrychlejší kolo                                                                       |
| †                 | Jezdec nedojel do cíle, ale byl klasifikován, protože odjel více než 90 % délky závodu. |
| ‡                 | Byl udělován poloviční počet bodů, protože bylo odjeto méně než 75 % délky závodu.      |
| Horní index       | Umístění bodujících jezdců ve sprintu                                                   |

- Číslo v horním indexu znázořnuje umístění tří nejlepších jezdců ve sprintové kvalifikaci.